# Oenothera punae
Oenothera punae är en dunörtsväxtart som beskrevs av Carl Ernst Otto Kuntze. Oenothera punae ingår i släktet nattljussläktet, och familjen dunörtsväxter. Inga underarter finns listade i Catalogue of Life.